# Liste von Bibliotheken in Stuttgart
In der Landeshauptstadt Stuttgart gibt es zahlreiche Bibliotheken.

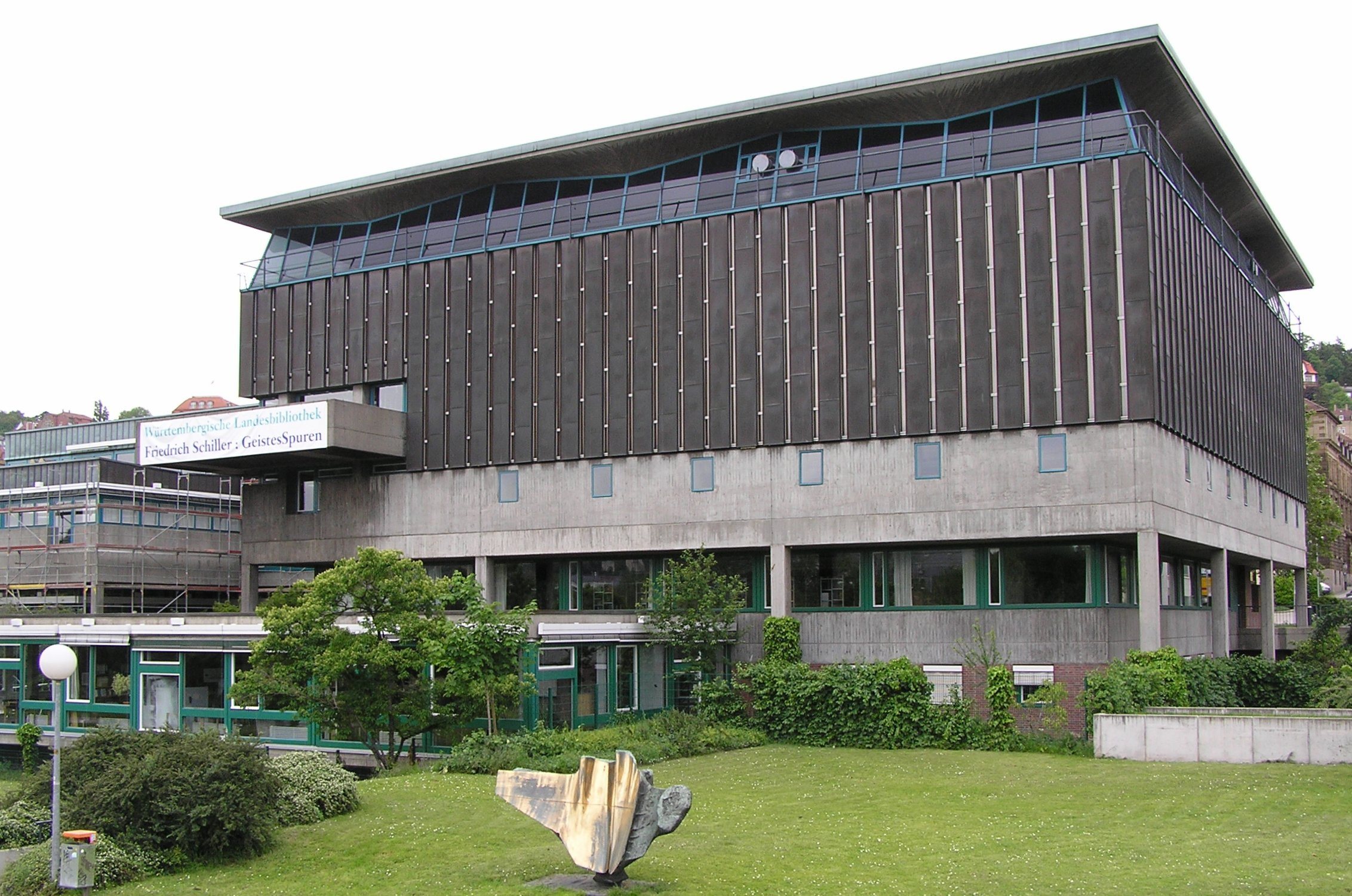
Württembergische Landesbibliothek

## Staatliche Bibliotheken
- Württembergische Landesbibliothek mit Bibliothek für Zeitgeschichte
- Universitätsbibliothek Stuttgart
- Universitätsbibliothek Hohenheim

## Wissenschaftliche Bibliotheken
Weitere wissenschaftliche Bibliotheken sind:
- Die Bibliothek der Dualen Hochschule Baden-Württemberg Stuttgart mit den Schwerpunkten Wirtschaft, Technik und Sozialwesen
- Die Bibliothek der Hochschule der Medien Stuttgart (HdM). Schwerpunkte dieser Bibliothek liegen insbesondere im Bereich angebotenener Studiengänge wie Druck- und Medientechnologie, Verpackungstechnik, Medienwirtschaft, Medieninformatik, Bibliotheks- und Informationswesen, Bibliotheks- und Medienmanagement und Informationswirtschaft.
- Die Bibliothek der Hochschule für Technik Stuttgart, deren Schwerpunkte Architektur, Bauwesen, Vermessungswesen und Informatik sind.
- Die Bibliothek der Staatlichen Hochschule für Musik und Darstellende Kunst Stuttgart
- Die Bibliothek der Staatlichen Akademie der Bildenden Künste Stuttgart
- Die Design-Bücherei im Haus der Wirtschaft Baden-Württemberg
- Die Deutsche Pharmazeutische Zentralbibliothek

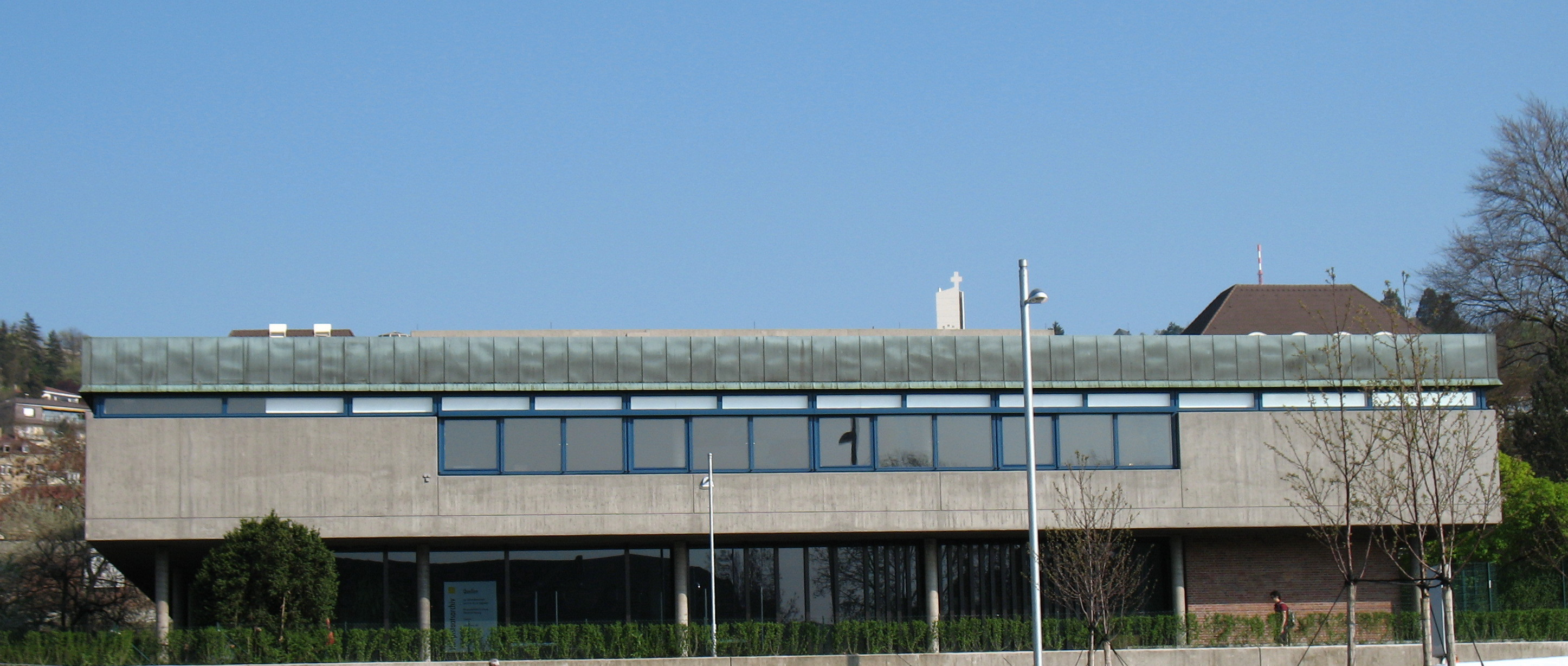
Hauptstaatsarchiv Stuttgart

- Die Landeskirchliche Zentralbibliothek des Evangelischen Oberkirchenrat
- Die Bibliothek des Hauptstaatsarchiv Stuttgart. Hier befinden sich Dokumente des Altwürttembergischen Archivs, des Württembergischen Hausarchivs sowie des Landtagsarchiv, der Ministerien und Militärische Bestände

## Spezialbibliotheken
Zu den Spezialbibliotheken in Stuttgart zählen:
- Die Zentralbibliothek des Deutschen Zentrums für Luft- und Raumfahrt
- Die Bibliothek des Fraunhofer-Informationszentrum Raum und Bau (IRB)
- Die Bibliothek des Fraunhofer-Instituts für Produktionstechnik und Automatisierung (IPA), Institut für Industrielle Fertigung und Fabrikbetrieb (IFF) der Universität Stuttgart
- Die Bibliothek des Fraunhofer-Institut für Arbeitswirtschaft und Organisation (IAO), Institut für Arbeitswissenschaft und Technologiemanagement (IAT) der Universität Stuttgart
- Die Bibliothek/Fotothek des Institut für Auslandsbeziehungen, deren Sammlung Themen wie auswärtige Kulturpolitik, Internationale Kulturbeziehungen, Interkulturelle Kommunikation und die deutschsprachige Presse des Auslands beinhaltet. Sie ist die größte auslandskundliche Spezialbibliothek im deutschsprachigen Raum.
- Die Bibliothek des Instituts für Geschichte der Medizin der Robert Bosch Stiftung
- Die Bibliothek des Max-Planck-Instituts für Metallforschung, Institut für Werkstoffwissenschaft. Die Bestände beinhalten die Fachgebiete Materialwissenschaft, Metallkunde und Werkstoffwissenschaft
- Die Bibliothek Büsnau der Max-Planck-Institute Stuttgart. Diese Bibliothek umfasst die Fachgebiete Festkörperphysik und Festkörperchemie
- Die Pädagogische Zentralbibliothek Baden-Württemberg im Landesinstitut für Erziehung und Unterricht
- Die Bibliothek des Staatlichen Museums für Naturkunde Stuttgart (SMNS-Bibliothek) Fachgebiete: Allgemeine Biologie, Botanik, Geologie, Paläontologie, Mineralogie, Zoologie
- Die Bibliothek des Hauses der Heimat des Landes Baden-Württemberg, Fachgebiete: deutsche Geschichte, Kultur und Literatur im östlichen Europa

## Bibliotheken in Städtischer Trägerschaft

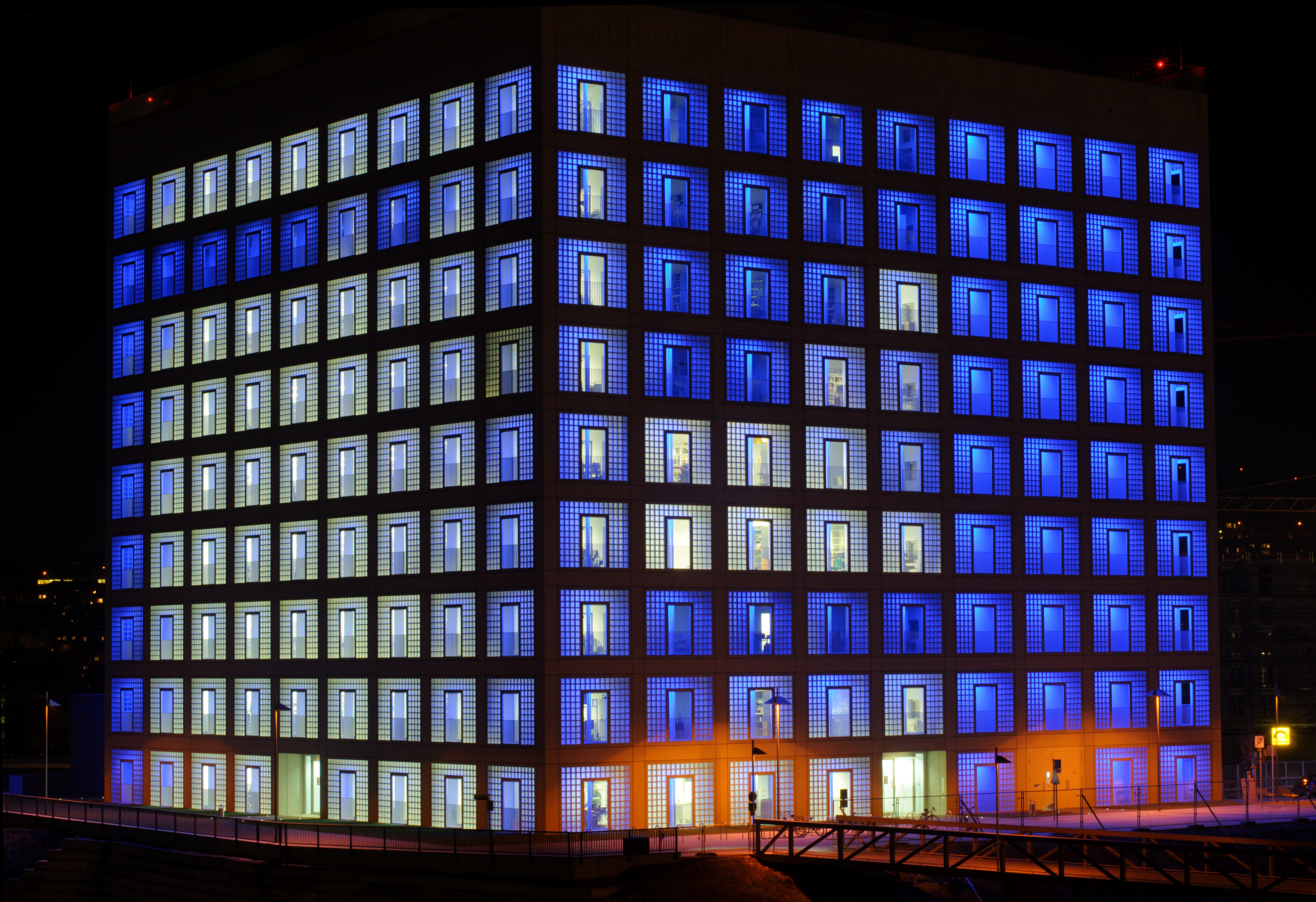
Stadtbibliothek am Mailänder Platz

Die Stadtbibliothek Stuttgart hat ihren Hauptsitz in der Stadtbibliothek am Mailänder Platz. Hier ist außer der Zentralbücherei die Zentrale Kinderbücherei, die Graphothek und die Musikbücherei untergebracht.
Neben 17 Stadtteilbüchereien gibt es im Treffpunkt Rotebühlplatz, dem Hauptgebäude der Volkshochschule Stuttgart, die Präsenzbibliothek „Mediothek“, im Rathaus außerdem eine Rathausbücherei, Krankenhausbüchereien im Bürgerhospital, Olgahospital, Krankenhaus Bad Cannstatt und im Katharinenhospital sowie eine Fahrbücherei mit zwei Bücherbussen, die die Stadtteile ohne Stadtteilbücherei bedient. Die städtischen Bibliotheken gehören zum Kulturamt der Stadt Stuttgart.

## Private Bibliotheken
Daneben befindet sich in Stuttgart die Süddeutsche Blindenhör- und Punktschrift-Bücherei e.V. Dieser Verein produziert und verleiht Tonträger an blinde und sehbehinderte Personen.
Zahlreiche Firmenbibliotheken und Büchereien von Stiftungen, Vereinen, Archiven, Museen, kirchlichen Institutionen, Behörden und sonstigen Einrichtungen komplettieren die Bibliotheksvielfalt der Stadt Stuttgart.

## Bibliotheksverbund
Eine Broschüre Bibliotheken in Stuttgart listet sämtliche Bibliotheken in der Region Stuttgart auf. Die Bibliotheken gehören allesamt dem Südwestdeutschen Bibliotheksverbund (SWB) an.